# Альтернативный информационный центр (Израиль)
Альтернати́вный информацио́нный центр, АИЦ (ивр. המרכז לאינפורמציה אלטרנטיבית‎) — объединённая израильско-палестинская неправительственная организация, которая, согласно информации с сайта АИЦ, «занимается распространением информации, политической пропагандой, широкой общественной деятельностью и критическим анализом палестинского и израильского обществ, а также палестино-израильского конфликта». Центр был учреждён в 1984 году активистами израильской Революционной коммунистической лиги и палестинскими левыми активистами с Западного берега реки Иордан.

## Деятельность
Центр ставит своей целью развитие взаимодействия между палестинцами и израильтянами, базирующегося на ценностях социальной и политической справедливости, равенства, солидарности, общественного участия и уважения национальных прав палестинского народа. Основная деятельность АИЦ включает в себя многочисленные публикации, в которых даётся критический анализ событий и эпизодов в Израиле и на палестинских территориях, а также поддержка, в том числе материальная, движений и компаний, связанных с этими задачами. Центр активно участвует в мировом движении против неолиберальной глобализации.
АИЦ выпускает печатные издания «News From Within» на английском языке, «The Other Front» (Mitsad Sheni) на иврите и «Another Vision» (Rou’ya Ukhra) на арабском языке. С 2005 года Центр осуществляет серию публикаций под общим названием «Экономика оккупации» («Economy of the Occupation»). В этих материалах даётся анализ социоэкономического аспекта израильской оккупации Западного берега и сектора Газа. Целями издаваемого бюллетеня является подача «нового подхода к экономической ситуации на оккупированных палестинских территориях и в Израиле», а также «общедоступного и уникального анализа социоэкономических интересов, стоящих за израильской оккупацией Палестины». Основная часть материалов написана израильским экономистом Широм Хевером (Shir Hever).
Представители АИЦ принимали участие в ряде конференций и семинаров ООН, посвящённых палестинскому вопросу, — об оказании помощи палестинскому народу (Доха, 5—6 февраля 2007 года), в поддержку палестино-израильского мира (Брюссель, 30—31 августа 2007 года) и других. Также сотрудничает с рядом международных левых и правозащитных организаций.

## История
Несмотря на то, что официально АИЦ был основан в 1984 году, он начал функционировать годом ранее в форме дискуссий и сотрудничества между израильскими и палестинскими активистами. Это была одна неправительственных организаций Израиля, явно определявших себя как объединённая палестино-израильская организация. С сентября 1985 года выходит журнал «News from Within», в котором присутствуют критические материалы в отношении правительства Израиля и действий израильских сил безопасности на палестинских территориях. Большое внимание в журнале уделяется радикальному демократическому и феминистскому движению.
17 февраля 1987 года израильская полиция или Служба общей безопасности (Шабак) устроили рейд на штаб-квартиру АИЦ. Сотрудники Центра обвинялись в сотрудничестве с Демократическим фронтом освобождения Палестины (ДФОП). Израильское правительство объявило о временном закрытии АИЦ, а его директор — Мишель Варшавский — был арестован и приговорен двадцати месяцам заключения. Процесс над ним завершился оправданием по 30 пунктам из предъявленных 31. Несмотря на это, лицензия на издание журнала «News From Within» не была аннулирована, и в период первой интифады Центр, формально закрытый и при вынужденном отсутствии своего директора, продолжал осуществлять регулярные ежемесячные публикации. В это же время сотрудники АИЦ начали издавать выходящую раз в две недели газету «The Other Front», в которой делался фокус на израильскую пацифистскую и антиоккупационную деятельность.
В 1995 году Центр официально возобновил свою деятельность, а Варшавский вновь стал его директором. В 1999 году, во время внезапного паводка, погибли три сотрудника АИЦ — Элиас Джерасси (Elias Jeraysi), Инбаль Перлсон (Inbal Perlson) и Йоханан Лервин (Yohanan Lorwin). Одним из наиболее известных сотрудников центра является Нассар Ибрагим (Nassar Ibrahim), ранее бывший главным редактором еженедельника «El Hadaf» — органа леворадикальной террористической организации Народный фронт освобождения Палестины.

## Цитаты
Цитаты из выступлений и публикаций руководителей АИЦ:
- «Необходимо однозначно отвергнуть саму идею (и существование) еврейского государства, независимо от того, где будут её границы…» (Мишель Варшавский, 2007)[16][17].
- «Эхуд Барак, Ципи Ливни, Габи Ашкенази и Эхуд Ольмерт — не смейте появляться на церемониях памяти героев Варшавского гетто, Люблина, Вильнюса или Кишинева. Вы не представляете преемников Варшавского гетто, потому что сегодня Варшавское гетто… — это Газа, являющаяся целью ваших танков и артиллерии…» (Мишель Варшавский, январь 2009)[17][18].
- «Это политически неприемлемо и нравственно отвратительно. Шимон Перес, несомненно, является врагом палестинского народа, в области прав человека и мира …» (Нассар Ибрагим, 2007)[17][19].
- «В израильском воображении, Самир Кунтар убил Эйнат Харан, размозжив ей голову. Однако в „Деле Кунтара“, рассекреченном три дня назад, приводятся другие версии…» (16 июля 2008)[17][20].

## Финансирование
По данным NGO Monitor, среди спонсоров: «Diakonia», получающая деньги от правительства Швеции (1,5 миллиона шведских крон в 2007—2009 годах), «Christian Aid» (на деньги правительства Ирландии — 320 000 шекелей в 2006 году), «NGO PTM — Mundubat» (Испания), обвиняющая Израиль в «геноциде» (1 миллион шекелей в 2006 году) и «Sodepau», применяющая к действиям Израиля термины «апартеид» и «нацизм», поддерживаемая правительством Каталонии (200 000 шекелей в 2006 году).